# غرايفنسي (زيورخ)
غرايفنسي (بالألمانية: Greifensee) هي بلدية ضمن مقاطعة أوستر في كانتون زيورخ، سويسرا.

## أعلام
- يوهان ياكوب بودمر
- جوهانس فرايز